# Ju waza
Ju waza (em japonês:  柔技, Jū-waza, técnicas suaves) é um termo que designa aquelas técnicas das artes marciais japonesas que incluem golpes de projecção e arremesso, estrangulamento, imobilização e controlo do oponente. A depender da arte marcial, esse tipo de conjunto pode ser maior ou menor. São o contraponto das técnicas rígidas, ou go waza.